# Stygeromyia maculosa
Stygeromyia maculosa är en tvåvingeart som beskrevs av Austen 1907. Stygeromyia maculosa ingår i släktet Stygeromyia och familjen husflugor. Inga underarter finns listade i Catalogue of Life.